# Enfriamiento radiativo

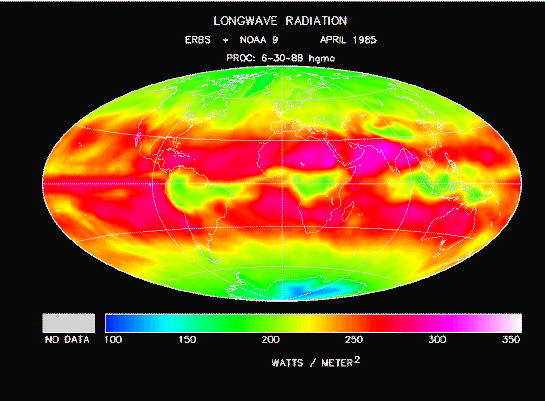
La intensidad de radiación térmica de onda larga de la Tierra, desde las nubes, la atmósfera y la superficie.

El enfriamiento radiativo es el proceso por el cual un cuerpo pierde calor por radiación térmica.

## Enfriamiento radiativo terrestre
En el caso del sistema de la atmósfera de la Tierra, el enfriamiento por radiación es el proceso por el cual se emite radiación de onda larga (infrarroja) para equilibrar la absorción de energía de onda corta (luz visible) del sol.
El proceso exacto por el cual la Tierra pierde calor es bastante más complejo de lo que a menudo se describe. En particular, el transporte por convección del calor y el transporte por evaporación del calor latente son importantes para eliminar el calor de la superficie y redistribuirlo en la atmósfera. El transporte radiactivo puro es más importante en la atmósfera. La variación diurna y geográfica complica aún más la imagen.
La circulación a gran escala de la atmósfera terrestre se debe a la diferencia en la radiación solar absorbida por metro cuadrado, ya que el sol calienta la Tierra más en los trópicos, principalmente debido a factores geométricos. La circulación atmosférica y oceánica redistribuye parte de esta energía como calor sensible y calor latente, en parte a través del flujo medio y en parte a través de remolinos, conocidos como ciclones en la atmósfera. Así, los trópicos irradian menos al espacio de lo que lo harían si no hubiera circulación, y los polos irradian más; sin embargo, en términos absolutos, los trópicos irradian más energía al espacio. 

### Enfriamiento superficial nocturno
El enfriamiento radiativo se experimenta comúnmente en noches sin nubes, cuando el calor se irradia al espacio desde la superficie de la Tierra o desde la piel de un observador humano. El efecto es bien conocido entre los astrónomos aficionados y se puede sentir personalmente en la piel de un observador en una noche sin nubes. Para sentir el efecto, uno compara la diferencia entre mirar arriba en un cielo nocturno sin nubes durante varios segundos, a la de colocar una hoja de papel entre la cara y el cielo. Dado que el espacio exterior se irradia a una temperatura de aproximadamente 3 kelvins (-270 grados Celsius o -450 grados Fahrenheit , y la hoja de papel se irradia a unos 300 kelvins (temperatura ambiente), la hoja de papel irradia más calor que la cara, el cosmos aparece oscurecido. El efecto es mitigado por la atmósfera circundante de la Tierra, y particularmente por el vapor de agua que contiene, por lo que la temperatura aparente del cielo es mucho más cálida que el espacio exterior. Tenga en cuenta que no es correcto decir que la hoja "bloquea el frío" del cielo nocturno; en cambio, la hoja está irradiando calor a tu cara, al igual que una fogata calienta tu cara; la única diferencia es que una fogata es varios cientos de grados más cálida que una hoja de papel, al igual que una hoja de papel (a aproximadamente la temperatura del aire) es más cálida que el cielo nocturno.
El mismo mecanismo de enfriamiento radiativo a veces puede causar la formación de escarcha o hielo negro en las superficies expuestas al cielo nocturno, incluso cuando la temperatura ambiente no desciende por debajo de la congelación.

### Estimación de Kelvin de la edad de la Tierra
El término enfriamiento radiativo se usa generalmente para procesos locales, aunque los mismos principios se aplican al enfriamiento a lo largo del tiempo geológico, que fue utilizado por primera vez por Kelvin para estimar la edad de la Tierra (aunque su estimación ignoró el calor sustancial liberado por la desintegración de los radioisótopos, que no se conocía en ese momento).

## Astronomía
El enfriamiento radiativo es una de las pocas formas en que un objeto en el espacio puede liberar energía. En particular, las estrellas enanas blancas ya no generan energía por fusión o contracción gravitacional, y no tienen viento solar. Así que la única forma en que sus cambios de temperatura es por enfriamiento radiativo. Esto hace que su temperatura en función de la edad sea muy predecible, por lo que al observar la temperatura, los astrónomos pueden deducir la edad de la estrella.

## Aplicaciones

### Fabricación de hielo nocturno en la India temprana e Irán
En la India, antes de la invención de la tecnología de refrigeración artificial, la fabricación de hielo por enfriamiento nocturno era común. El aparato consistía en una bandeja de cerámica poco profunda con una fina capa de agua, colocada al aire libre con una clara exposición al cielo nocturno. El fondo y los lados estaban aislados con una gruesa capa de heno. En una noche clara, el agua perdería calor hacia arriba por la radiación. Siempre que el aire estuviera en calma y no muy por encima del punto de congelación, la ganancia de calor del aire circundante por convección era lo suficientemente baja como para permitir que el agua se congele. Una técnica similar fue utilizada en Irán también.

### Arquitectura
Los techos fríos combinan una alta reflectancia solar con una alta emisión de infrarrojos, lo que reduce simultáneamente la ganancia de calor del sol y aumenta la eliminación de calor a través de la radiación. Por lo tanto, el enfriamiento radiativo ofrece un inmenso potencial para el enfriamiento pasivo complementario de los edificios residenciales y comerciales. Las superficies de construcción tradicionales, como los recubrimientos de pintura, ladrillos y concreto tienen altas emisiones de hasta 0,96. En consecuencia, irradian calor hacia el cielo para enfriar pasivamente los edificios durante la noche. Si se hacen lo suficientemente reflectantes a la luz solar, estos materiales también pueden lograr un enfriamiento radiativo durante el día. 
Los refrigeradores por radiación más comunes que se encuentran en los edificios son los recubrimientos de pintura blanca para techos fríos, que tienen reflectancias solares de hasta 0,94 y emisiones térmicas de hasta 0,96. La reflectancia solar de las pinturas surge de la dispersión óptica de los pigmentos dieléctricos incrustados en la resina de pintura polimérica, mientras que la emisión térmica proviene de la resina polimérica en sí. Sin embargo, debido a que los pigmentos blancos típicos, como el dióxido de titanio y el óxido de zinc, absorben la radiación ultravioleta, las reflectancias solares de las pinturas basadas en dichos pigmentos no superan los 0.95. Recientemente, los investigadores han desarrollado recubrimientos de polímeros porosos que se pueden pintar, cuyos poros dispersan la luz solar para proporcionar una reflectancia solar de 0,96 y una emisión térmica de 0,97. En experimentos bajo luz solar directa, los recubrimientos alcanzan temperaturas de 6 °C y una potencia de enfriamiento de 96 W/m². 
Otras estrategias de enfriamiento radiativo notables incluyen películas dieléctricas en espejos metálicos, y compuestos de polímeros o polímeros en películas de plata o aluminio. En 2014, los investigadores desarrollaron una estructura fotónica térmica de múltiples capas que emite selectivamente radiación infrarroja de longitud de onda larga al espacio, y puede lograr un enfriamiento subambiente de 5 °C bajo la luz solar directa. También se han informado películas de polímero plateado con reflectancias solares de 0,97 y una emisión térmica de 0,96, que se mantienen a 11 °C más frías que las pinturas blancas comerciales bajo el sol de mediados de verano. Los investigadores también han explorado diseños con dióxido de silicio dieléctrico o partículas de carburo de silicio incrustadas en polímeros que son translúcidos en las longitudes de onda solares y emisivos en el infrarrojo. En 2017, se informó un ejemplo de este diseño con microesferas de sílice polar resonantes incrustadas al azar en una matriz polimérica. El material es translúcido a la luz solar y tiene una emisividad infrarroja de 0.93 en la ventana de transmisión atmosférica infrarroja. Cuando está respaldado con un revestimiento de plata, el material alcanzó un poder de enfriamiento radiativo al mediodía de 93 W/m² bajo la luz solar directa junto con una fabricación económica de alto rendimiento y de rollo a rollo. 